# Chiarone
El río Chiarone es un breve curso de agua de Italia de sólo unos 20 kilómetros de largo que surge en la Maremma grossetana de una colina al este de Capalbio.
El río, de un carácter prevalentemente torrencial, recorre hacia el sur y, de la mitad de su recorrido en adelante, marca el límite entre las regiones de la Toscana y el Lacio hasta su desembocadura en el mar Tirreno. A lo largo de su tramo, atraviesa parte del territorio municipal de Capalbio, antes de empezar a separarlo administrativamente del de Montalto di Castro.
Poco antes de desembocar, el curso de agua se ve cortado por el Canal emisario del Lago de Burano que une la homónima cuenca lacustre costera toscana al último tramo del río Fiora que recorre en territorio del Lacio.

## Curiosidad histórica

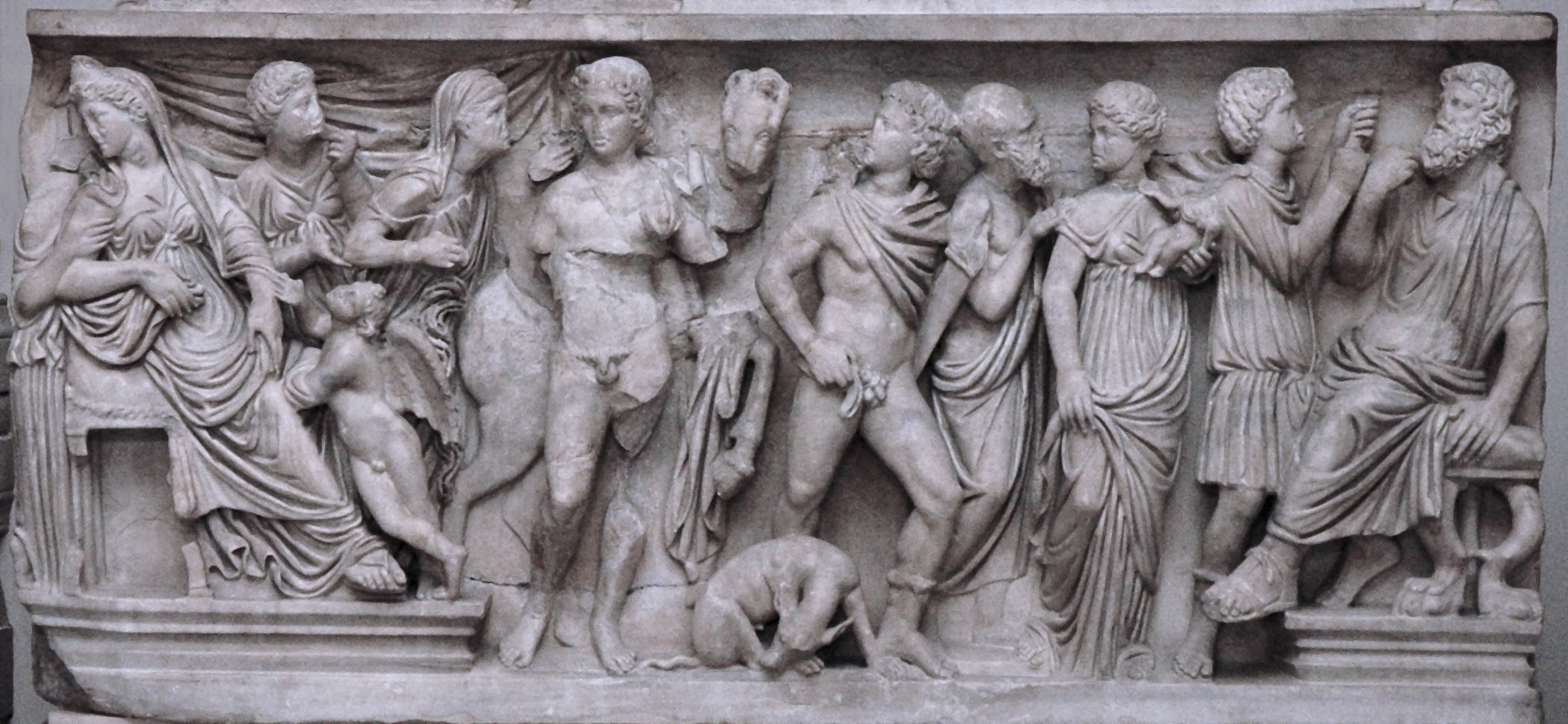
Los bajorrelieves del sarcófago representando a Hipólito y Fedra.

A lo largo de las orillas del río Chiarone, cerca del curso de la vieja vía Aurelia, fueron encontrados en el año 1853 dos sarcófagos en mármol del 290 a. C. con bajorrelieves que representan respectivamente a Hipólito y Fedra, y Apolo y Marsias. Actualmente los hallazgos están expuestos en París (Museo del Louvre).
En el lado oriental de la vía Aurelia, cerca del puente que atraviesa el río, se encuentra el Palacio del Chiarone, complejo de época renacentista en territorio toscano que hasta la Unificación de Italia ha hospedado una aduana pontificia para el control de las mercancías a la entrada y salida de los Estados Pontificios.

## LIC
Los Fondali entre las desembocaduras del río Chiarone y del río Fiora se han propuesto como Lugar de Importancia Comunitaria con código IT6000001 a través del Decreto 25 de marzo de 2005 (G.U. della Repubblica Italiana n.º 157 del 8 de julio de 2005).